# Skowronki (chór)
Chór Dziewczęcy Skowronki – poznański chór, założony w 1950 roku przez Mirosławę Wróblewską, działający przy Centrum Kultury „Zamek” (dawniej: Pałac Kultury). Tworzą go dziewczęta w wieku od 6 do 19 lat.

## Działalność
W ramach chóru funkcjonują trzy grupy:
- Małe Skowronki (6–9 lat),
- Skowroneczki (10–11 lat),
- Skowronki (12–19 lat).

W roku 1991 dyrygentem i dyrektorem artystycznym chóru została Alicja Szeluga. Drugim dyrygentem chóru jest Julia Łynsza, prowadząca jednocześnie młodsze grupy. Emisję głosu prowadzi Marzena Michałowska, a akompaniament Czesław Łynsza. Zespół współpracuje z Filharmonią Poznańską i był zapraszany do udziału w spektaklach operowych, takich jak: Jaś i Małgosia Humperdincka, Turandot, Cyganeria, Tosca Pucciniego, Tanhäuser Wagnera i Czarodziejski flet Mozarta.
Chór zwyciężył w międzynarodowych konkursach chóralnych w Llangollen (Wielka Brytania), Veldhoven (Holandia), Celje (Słowenia), Arezzo (Włochy), Praga (Czechy), Neerpelt (Belgia), Cantonigrós (Hiszpania).
Skowronki biorą udział w festiwalach i warsztatach chóralnych w kraju i za granicą. W sierpniu 2007 roku uczestniczyły w Międzynarodowych Warsztatach „Zimriya” w Jerozolimie. Tego samego roku zdobyły Złotą Lutnię w ogólnopolskim konkursie Legnica Cantat. 29 sierpnia 2011 natomiast, zdobyły Grand Prix na Międzynarodowym Festiwalu Chóralnym w Ochrydzie w Macedonii.
Od roku 2014 chór jest gospodarzem Międzynarodowego Festiwalu Chórów Dziewczęcych Trillme Festival w Poznaniu. 16 grudnia 2015 roku Skowronki – jako drugi polski chór w historii – dały koncert w nowojorskiej Carnegie Hall.
Skowronki są członkiem Polskiego Związku Chórów i Orkiestr oraz Międzynarodowej Organizacji Chóralnej Europa Cantat.

## Repertuar
Zespół wykonuje przede wszystkim kompozycje XX i XXI wieku, choć nie stroni od muzyki dawnej i romantycznej. W repertuarze młodszych grup dominują utwory typowo dziecięce; zarówno tradycyjne, jak i specjalnie dla ich potrzeb napisane.
Zespół nagrał kilka kaset i płyt, a ich koncerty są rejestrowane i wydawane na płytach DVD. W roku 1999 najstarsze chórzystki wykonały i wydały na płycie, wspólne z mieszanym chórem z niemieckiego Schwarzwaldu, Requiem Verdiego.

## Wybrane osiągnięcia
- 1994 – Ogólnopolski Konkurs Chórów a Cappella Dzieci i Młodzieży w Bydgoszczy – Złoty Kamerton
- 1995 – Międzynarodowy Festiwal Muzyczny Eistetfood w Llangollen – I miejsce
- 1996 – Międzynarodowy Konkurs im F. Mendelssohna w Dautphetal – I miejsce
- 1996 – Międzynarodowy Konkurs Chórów Młodzieżowych w Veldhoven – I miejsce
- 1996 – Ogólnopolski Konkurs Chórów a Cappella Dzieci i Młodzieży w Bydgoszczy – Złoty Kamerton
- 1998 – Ogólnopolski Konkurs Chórów a Cappella Dzieci i Młodzieży w Bydgoszczy – Złoty Kamerton
- 2000 – Ogólnopolski Konkurs Chórów a Cappella Dzieci i Młodzieży w Bydgoszczy – Złoty Kamerton
- 2001 – Międzynarodowy Festiwal Pieśni Chóralnej w Międzyzdrojach – Złoty Dyplom
- 2002 – Międzynarodowy Konkurs Muzyki Adwentowej i Bożonarodzeniowej – I miejsce w Złotym Paśmie
- 2002 – Międzynarodowy Konkurs Chóralny w Randers – II miejsce
- 2003 – Ogólnopolski Turniej Chórów „Legnica Cantat” – I miejsce
- 2004 – Ogólnopolski Konkurs Muzyki Pasyjnej w Bydgoszczy – II miejsce
- 2005 – Ogólnopolski Turniej Chórów „Legnica Cantat” – I miejsce
- 2006 – Europejski Festiwal Chórów Młodzieżowych w Neerpelt – I miejsce Cum Laude
- 2007 – Ogólnopolski Turniej Chórów „Legnica Cantat” – Grand Prix
- 2008 – Festival Internacional de Musica Cantonigros – I miejsce
- 2011 – Międzynarodowy Festiwal Chóralny w Ochrydzie w Macedonii – I miejsce w kategorii chórów dziecięcych oraz Grand Prix
- 2016 – Ogólnopolski Turniej Chórów „Legnica Cantat” – Złoty Dyplom (III miejsce)
- 2016 – Freamunde International Choir Competition – Grand Prix
- 2017 – Krakowski Festiwal Chóralny Cracovia Cantans – I miejsce w kategorii chórów młodzieżowych, I miejsce w kategorii chórów kameralnych
- 2017 – Festival Corale InCanto Mediterraneo: International Choral Festival in Milazzo, Sycylia (Włochy) – I miejsce (konkurs główny), II miejsce (kategoria „Musica sacra”)

## Dyskografia (wybór)
| Rok wydania | Tytuł albumu              |
| ----------- | ------------------------- |
| 2000        | Can you hear me?          |
| 2001        | Hodie Christus natus est  |
| 2007        | Dei ad gloriam            |
| 2012        | Muzyczne kangury          |
| 2012        | Vivaldi, jak 300 lat temu |
| 2014        | Rytmicznie i romantycznie |
| 2016        | Dyrygent i jej chór       |
| 2017        | Gwiazda mroki rozjaśniła  |